# William Henry Gleason

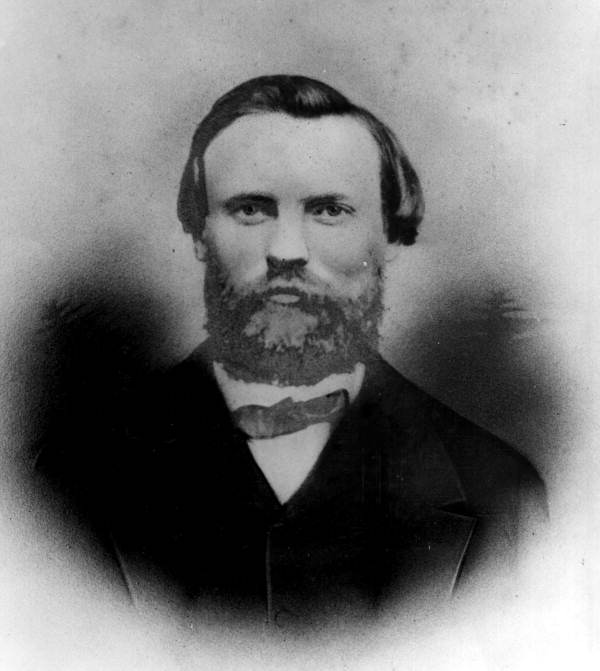
William Henry Gleason (1829–1901), US-amerikanischer Politiker

 William Henry Gleason (* 28. Juni 1829 in New York; † 9. November 1902 in Eau Gallie, Florida) war ein US-amerikanischer Politiker. Zwischen 1868 und 1870 war er Vizegouverneur des Bundesstaates Florida.

## Leben
William Gleason wuchs im Staat New York auf. Er wurde Rechtsanwalt und arbeitete im Bankengewerbe. Im Jahr 1855 eröffnete er in Eau Claire (Wisconsin) eine Bank. Er war auch am Aufbau dieses Ortes beteiligt. Während des Bürgerkrieges war er im Handel tätig. 1865 wurde er vom Freeman’s Bureau zum Sonderbeauftragten für den Staat Florida ernannt. Er sollte das Gebiet im Hinblick darauf erkunden, ob es für eine Kolonie von ehemaligen afroamerikanischen Sklaven geeignet wäre. Gleason selbst war gegen diesen Plan, der dann auch nicht verwirklicht wurde. Bei seinen Erkundungen in Florida erkannte er, dass in dem Gebiet großes Geschäftspotential steckte, das er auch für sich selbst ausnutzte. Er brachte seine Familie in diesen Staat und begann in der Immobilienbranche zu arbeiten. Gleichzeitig schlug er während der Rekonstruktionszeit als Mitglied der Republikanischen Partei eine politische Laufbahn ein.
Im Jahr 1868 wurde Gleason an der Seite von Harrison Reed zum Vizegouverneur von Florida gewählt. Dieses Amt bekleidete er zwischen 1868 und 1870. Dabei war er Stellvertreter des Gouverneurs und Vorsitzender des Staatssenats. Während eines gescheiterten Amtsenthebungsverfahrens gegen den Gouverneur löste er eine Kontroverse aus, weil er sich selbst zum amtierenden Gouverneur erklärte. In den Quellen gibt es unterschiedliche Angaben darüber, ob er daraufhin am 14. Dezember 1868 sein Amt als Vizegouverneur abgeben musste oder dieses bis 1870 weiter ausgeübt hat.
Nach dem Ende seiner Zeit als Vizegouverneur blieb William Gleason in Florida. Er war an verschiedenen geschäftlichen Projekten beteiligt. Im Juni 1872 nahm er als Delegierter an der Republican National Convention teil, auf der Präsident Ulysses S. Grant zur Wiederwahl nominiert wurde. Acht Jahre später war er Ersatzdelegierter zum republikanischen Parteitag. Zwischen 1871 und 1875 war er Abgeordneter im Repräsentantenhaus von Florida. Er starb am 9. November 1902 in Eau Gallie, das heute ein Vorort der Stadt Melbourne ist.